# Бургобербах
Бургобербах (нім. Burgoberbach) — громада в Німеччині, розташована в землі Баварія. Підпорядковується адміністративному округу Середня Франконія. Входить до складу району Ансбах.
Площа — 13,00 км2. Населення становить 3590 ос. (станом на 31 грудня 2020).